# Галямин, Дмитрий Александрович
Дми́трий Алекса́ндрович Галя́мин (род. 8 января 1963, Москва) — советский и российский футболист, защитник. Мастер спорта (1986). Игрок сборных СССР, СНГ и России. В составе сборной России участвовал в чемпионате мира 1994 года. Тренер, функционер.
Окончил Ленинградский военный институт физической культуры.

## Биография
Начинал с дворового футбола. Вместе с командой участвовал в турнире «Кожаный мяч». В возрасте девяти лет провёл товарищеский матч против спартаковской школы, и был приглашён в школу московского «Спартака». Несмотря на то, что школа располагалась в другом районе города, он согласился и стал заниматься в ней.
Первый год занимался у Николая Паршина, играл в нападении за группу 1962 года рождения, поскольку команды его года в школе не было. На следующий год перешёл в набранную группу 1963 года, где тренером стал Анатолий Ильин. При нём он постепенно перешёл на правую бровку — сначала в полузащиту, а затем в защиту. У Ильина он тренировался 8 лет, после чего он рекомендовал игрока в спартаковский дубль. Однако в дубле московской команды Галямин не задержался: в 18 летнем возрасте перешёл в клуб ЦСКА, чтобы разом решить «проблему» с армией. Буквально через несколько недель после перехода ему присвоили звание младшего лейтенанта, несмотря на отсутствие высшего образования на тот момент. Впоследствии «дорос» до воинского звания «капитан».
В ЦСКА выступал на протяжении 11 лет (1981—1991), и в составе которого стал чемпионом последнего чемпионата СССР в 1991 году. 27 октября 1991 года забил гол в ворота московского «Динамо», ставшего для ЦСКА «золотым».
В высшей лиге чемпионата СССР провёл 146 матчей, забил 3 гола.
В межсезонье 1991/92 уехал в Испанию, в клуб «Эспаньол», которому на тот сезон грозил вылет во 2-й дивизион. В команду прибыл вместе с Игорем Корнеевым и в скором времени дебютировал в чемпионате Испании. Через месяц в расположение клуба приехал и другой экс-армеец — Дмитрий Кузнецов. В итоге им удалось помочь команде сохранить место в Примере.
В самом конце первого сезона в Испании получил перелом голеностопа. Из-за травмы вынужден был пропустить чемпионат Европы 1992 в Швеции. Более того, данная травма сказалась на последующей карьере игрока — за ней последовали другие травмы и операции. Тем не менее сезон 1993/94 провёл почти полностью, был основным игроком команды.
Главный тренер сборной России Павел Садырин взял игрока на чемпионат мира 1994 в США. На турнире провёл игру против сборной Швеции (1:3), которая стала последней для Галямина в составе сборной.
Перед сезоном 1994/95 вынужден был поменять команду — «Эспаньол» взял курс на омоложение состава. Галямин перешёл в клуб Сегунды «Мериду», где, проведя только 8 игр, получил травму спины. Из-за неё долгое время лечился и решил, что пришло время завершения игровой карьеры.
После этого некоторое время занимался бизнесом вместе с Геннадием Перепаденко, но вскоре бизнес «прогорел». Одновременно с этим помогал в трудоустройстве в Испании российским игрокам, работая в качестве переводчика с испанского. Затем, при содействии президента «Эспаньола», работал с детьми в Барселоне. Данная работа Галямину понравилась и спустя некоторое время он поступил в школу тренеров в Испании, которую окончил через 2 года.
По окончании тренерских курсов, при содействии бизнесмена Дмитрия Питермана, возглавил клуб «Паламос», игравший в первенстве Каталонии. Отработав в команде год, вернулся в «Эспаньол», где получил назначение на должность тренера-селекционера.
В 2002 году вернулся в Россию, согласившись стать спортивным директором клуба первого дивизиона «Динамо» Санкт-Петербург. Вскоре занял должность главного тренера. С командой работал 4 месяца, после чего был отправлен в отставку.
В конце 2002 был назначен главным тренером клуба первого дивизиона «Кристалл» Смоленск. В июне 2003 покинул команду по собственному желанию, не найдя понимания по дальнейшей судьбе команды. Через несколько дней возглавил другой клуб первого дивизиона — «Химки». Отработав с командой полгода по контракту, решил его не продлевать, хотя руководство желало продолжать с ним сотрудничество.
В ноябре 2003 года Галямин был приглашён в ЦСКА на должность помощника нового главного тренера португальца Артура Жорже, однако, проработав несколько недель, покинул клуб. Причиной своего ухода назвал желание работать самостоятельно. Вскоре возглавил клуб первого дивизиона «Томь». При нём команда в чемпионате-2004 потерпела 3 поражения в 4 матчах, после чего Галямин решил оставить «Томь».
В июне 2004 возглавил «Анжи». C командой отработал почти два года и покинул её в мае 2006 года. Вскоре стал главным тренером в клубе «Спартак» (Нижний Новгород), но надолго в команде не задержался.
С июня 2007 года по 2009 год Галямин работал в структуре футбольного клуба «Сатурн» Раменское. Он был назначен заместителем директора УОР (училище олимпийского резерва) «Мастер-Сатурн», занимался подготовкой резерва, а также селекционной работой. С 8 августа 2008 года, после отставки Гаджи Гаджиева, был назначен исполняющим обязанности главного тренера ФК «Сатурн». После прихода Юргена Рёбера на пост главного тренера Галямин в конце августа стал спортивным директором. 6 июня 2009 года было достигнуто соглашение по прекращению сотрудничества.
С сентября 2009 работал в структуре «Зенита» (руководитель научно-аналитического отдела) и московского «Динамо».
С ноября 2012 года — спортивный директор «Динамо» Москва. 17 июля 2013 года после прихода нового руководства, за «многочисленные просчёты в работе», был уволен.
22 декабря 2015 года был назначен директором академии казахстанского «Кайрата». Также стал руководителем программы развития молодёжного и детско-юношеского футбола. Контракт был подписан на три года. В 2018 году подал в отставку в связи с неудовлетворительными выступлениями «Кайрата U-19» в юношеской Лиге УЕФА.

## Достижения

### Командные
- Чемпион СССР: 1991

Серебряный призёр: 1990
- Обладатель Кубка СССР: 1990/91

### Личные
- В списке 33 лучших футболистов сезона в СССР (2): № 2 — 1990, № 1 — 1991.

## Семья
Женат, Три сына: Василий (род. в марте 1982), Евгений и Дмитрий. Семья живёт в Барселоне.